# Jason Cerbone
Jason Cerbone (* 2. November 1977 in New York City) ist ein US-amerikanischer Schauspieler.
Cerbone begann im Alter von vier Jahren erstmals vor der Kamera in einem Werbespot für die Sesamstraße. Mit sieben Jahren erhielt er einen Vertrag bei der Ford Modeling Agency in New York City. 1985 war er in Bon Jovis Musikvideo zu Silent Night zu sehen und 1987 in Suzanne Vegas Musikvideo zu Luka. Er besuchte die Sacred Heart High School und das Concordia College in Bronxville und machte seinen Abschluss in Biologie. Nach dem College widmete er sich der Schauspielerei.
Einem breiteren Publikum ist er durch seine Rolle als Jackie Aprile, Jr. in der Fernsehserie Die Sopranos bekannt. Im Film Cloverfield hat er einen Cameo-Auftritt als New Yorker Polizist.

## Filmografie
Filme (auch Kurzauftritte)
- 1988: Brooklyn Kid (Spike of Bensonhurst)
- 1989: Detroit City – Ein irrer Job (Collision Course)
- 2002: Paper Soldiers
- 2003: Heißes Spiel in Las Vegas (Shade)
- 2004: Brando from the Neck Down
- 2008: Cloverfield
- 2009: Die Entführung der U-Bahn Pelham 123 (The Taking of Pelham 123)

Serienauftritte (auch Gast- und Kurzauftritte)
- 2000–2001: Die Sopranos (The Sopranos) (12 Episoden)
- 2002: Third Watch – Einsatz am Limit (Third Watch) (2 Episoden)
- 2003: Emergency Room – Die Notaufnahme (ER) (1 Episode)
- 2004: New York Cops – NYPD Blue (NYPD Blue) (1 Episode)
- 2004: Jonny Zero (1 Episode)
- 2005: CSI: Miami (1 Episode)
- 2005: CSI: NY (1 Episode)
- 2005: The Closer (1 Episode)
- 2006: Hallo Holly (What I Like About You) (1 Episode)
- 2007: Criminal Intent – Verbrechen im Visier (Law & Order: Criminal Intent) (1 Episode)
- 2010: Law & Order (1 Episode)
- 2011: Breakout Kings (1 Episode)
- 2012: Law & Order: Special Victims Unit (1 Episode)